# Pueblo chamorro

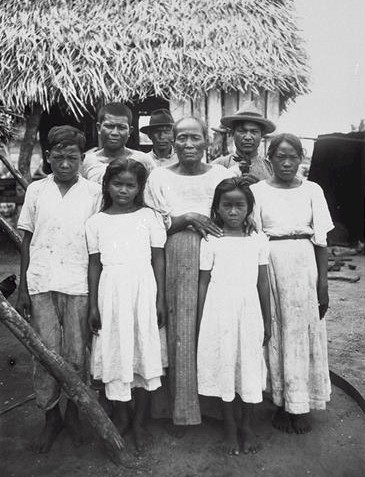
Chamorros en 1915.

El pueblo chamorro o chamorros son los nativos de las islas Marianas, que incluyen el territorio de Guam y el estado libre asociado estadounidense de las Islas Marianas del Norte en Micronesia. También se extienden por zonas de las islas Carolinas. Su lengua es el idioma chamorro, de la familia austronesia, lengua que, debido a los siglos de dependencia política de España, tiene bastante vocabulario de origen español, e incluso un autor, Rafael Rodríguez-Ponga, la ha considerado una lengua mixta hispano-austronesia.
El pueblo chamorro mantiene algunos elementos derivados de la cultura hispánica, ya que España gobernó su territorio al menos nominalmente durante cuatrocientos años, y las islas Marianas fueron enlace entre las Filipinas y algunos países de Hispanoamérica. La Influencia se da tanto en su cultura como en sus bailes tradicionales, sus nombres y apellidos o la gastronomía, además del idioma.
Existen también poblaciones importantes de chamorros en varios estados de Estados Unidos como Hawái, California, Washington, Texas y Nevada.
Según el censo de 2000, aproximadamente 65.000 personas de ascendencia chamorra viven en Guam y otras 19.000 viven en las Marianas del Norte, además de 93.000 que viven fuera de las Islas Marianas.